# Kobudō kōrōsha hyōshō
Kobudō kōrōsha hyōshō (古武道功労者表彰?   lit. «el Premio a los contribuyentes destacados del Kobudō" o "Ceremonia de reconocimiento a los distinguidos en las artes marciales tradicionales".»)  es un reconocimiento otorgado por la Asociación Japonesa de Kobudō. Se concede a individuos que hayan contribuido a la preservación y desarrollo de las artes marciales tradicionales. 
Es el reconocimiento más prestigioso en el ámbito del Kobudō. Los destinatarios son seleccionados entre los miembros de la junta directiva de la Asociación Japonesa de Kobudō y las escuelas afiliadas que han realizado aportes significativos al Kobudō. 
Los galardonados reciben un certificado y una insignia (Medalla al Mérito del Kobudō) y se publican en la revista mensual "Gekkan Budō" de la Nippon Budōkan.

## Galardonados

### Década del 80
Entre 1981 - 1984 
- Yoshio Imamura (今村 嘉雄?), Director Permanente de la Asociación Japonesa de Kobudō.
- Kiyonobu Ogasawara (小笠原 清信?), Vicepresidente de la Asociación Japonesa de Kobudō.
- Genkichi Kikuchi (菊池 源吉?), Jefe de la Familia de Araki-ryu Kenpo.
- Seiichi Kamitake (神竹 静一?), Jefe de la Familia de Nakanishi-ha Niten Ichi-ryu Iaijutsu.
- Masato Tsumagi (妻木 正麟?), Jefe de la Familia de Tagami-ryu Iaijutsu.
- Takeshi Ozawa (小澤 武?), Jefe de la Familia de Hokushin Itto-ryu Kenjutsu.
- Hideo Koyama (小山 秀雄?), Jefe de la Familia de Bukeden-ryu Kenjutsu.
- Kazuhiro Tobari (戸張 和?), Representante de Tenjin Shin'yo-ryu Jujutsu.
- Kanetomi Furukawa (古川 鉄美?), Jefe de la Familia de Shibukawa-ryu Bujutsu.
- Tojo Takeruhiro Takeneuchi (竹内 藤十郎 久博?), Heredero de la Familia de Takeneuchi-ryu Jujutsu.
- Saburo Minagi (皆木 三郎?), Jefe de la Familia de Hontai Yoshin-ryu Jujutsu.
- Hiroshi Suminaga (住永 博?), Novena Generación del Jefe de la Familia de Shibukawa-ryu Jujutsu.

1985 
- Tatsuo Matsuoka (松岡 竜雄?), Maestro de la Escuela de Jujutsu de Shinto Yo Shinken.
- Ichizo Otosuji (乙藤 市蔵?), Representante de la Escuela de Jojutsu de Shinto Muso.
- Bunro Kato (加藤 文郎?), Representante de la Escuela de Kenjutsu de Shingata.
- Seikichi Uehara (上原 清吉?), Representante de la Escuela de Tessenjutsu de la Familia Real de Ryukyu.
- Shigehiro Katada (堅田 重博?), Maestro de la Escuela de Kusarigamajutsu de Nitou Shinkage.
- Nobuo Komatsu (小松 信夫?), Instructor de la Escuela de Kenjutsu de Hyoho Niten Ichi.
- Kyozo Takahashi (高橋 京三?), Maestro de la Escuela de Washu de Shorinji Kenpo.
- Isuke Kato (加藤 伊助?), Representante de la Escuela de Kenjutsu de Tenjin Ryu Shin.
- Takashi Kato (加 藤高?), Maestro de la Escuela de Heiho de Ritsudan.
- Motoichi Kawase (川瀬 元一?), Maestro de la Escuela de Yarijutsu de Safuri.

1986 
- Nobutoshi Hoshino (星野宣敏?), Maestro de la Escuela de Iaido de Hakushu.
- Kunio Hoshikuni (星國雄?), Maestro de la Escuela de Kenjutsu de Yagyu Shingan.
- Kaneichi Fujita (藤田金一?), Instructor de la Escuela de Kenjutsu de Hojitsu Kenriho-ichi.
- Yoshio Matsuura (松浦良夫?), Maestro de la Escuela de Bojutsu de Takeshima.
- Heizaburo Nemoto (根本平三郎?), Maestro de la Escuela de Jojutsu de Muhimuhitsu.
- Takayoshi Sakagami (坂上隆祥?), Maestro de la Escuela de Karatejutsu de Itosu.

1987 
- Masayuki Imai (今井正之?), Maestro de la Escuela de Kenjutsu de Hyoho Niten Ichi.
- Gen'uchi Nishikawa (西川源内?), Representante de la Escuela de Soryu Takada-ha Yarijutsu de Hojo-in.
- Tokimune Takeda (武田時宗?), Maestro de la Escuela de Daito-ryu Aiki-jujutsu.

1988 
- Hiromichi Hoshijima (星島弘道?), Heredero de la Escuela de Battodo de Kiri Ga Me.
- Kanzan Okuyama (奥山観禅?),  Maestro de la Escuela de Iaijutsu de Hayashizaki Muso.
- Motokatsu Inoue (井上元勝?), Representante de las Artes Marciales Antiguas de Ryukyu.
- Koichiro Yoshikawa (吉川浩一郎?), Maestro de la Escuela de Kenjutsu de Kashima Shinryu.

1989 
- Takeshi Mitamura (美田村武子?), Maestro de la Escuela de Naginatajutsu de Tendo-ryu.
- Akiko Totsuya (戸谷明子?), Maestra de la Escuela de Naginatajutsu de Chokushin Kage-ryu.
- Nobuharu Yagyu (柳生延春?), Maestro de la Escuela de Yagyu Shinkage-ryu Heiho Kenjutsu.

### Década del 90
1990 
- Isao Oshima (大島功?),  Director Permanente de la Asociación Japonesa de Kobudo.
- Eiichi Eriuchi (江里口栄一?), Director Permanente de la Asociación Japonesa de Kobudo.
- Yoshisho Ueshiba (植芝吉祥丸?), Director Permanente de la Asociación Japonesa de Kobudo.
- Takehiko Kano (加納武彦?), Maestro de la Escuela de Budoka Musoryu.
- Shigemasa Togo (東郷重政?),  Maestro de la Escuela de Heiho Kenjutsu de Shigen Ryu.

1991 
- Tetsuo Shibata (東郷重政?),  Maestro de la Escuela de Kenjutsu de Kurama Ryu.
- Jo Yu Onoue (尾上城祐?), 15º Líder de la Escuela de Hojutsu de Yo Ryu.
- Kisei Yonehara (米原亀生?), Maestro de la Escuela de Battodo de Sekiguchi Ryu.
- Satoshi Saito (斎藤聰?), Maestro de la Escuela de Shurikenjutsu de Negishi Ryu.
- Soso Nitta (新田寿々代?), Maestra de la Escuela de Naginatajutsu de Toda-ha Buko Ryu.

1992 
- Takedo Kato (加藤武徳?), Presidente de la Asociación Japonesa de Kobudo.
- Shoro Kobayashi (小林正郎?),  Representante de la Escuela de Kenjutsu de Shingata.
- Masao Muto (武藤正雄?), Maestro de la Escuela de Taijutsu de Yagyu Shingan Ryu.
- Izo Kato (加藤伊三男?), Maestro de la Escuela de Soryu Naginatajutsu de Owari Kan Ryu.
- Minzou Morishige (森重民造?), Maestro de la Escuela de Hojutsu de Morishige Ryu.

1993 
- Ryozo Fujiwara (藤原稜三?), Representante de la Escuela de Jujutsu de Shinto Yo Shinken.
- Tsuyoshi Inoue (井上剛?), Maestro de la Escuela de Jujutsu de Hon Tai Yo Shinken.
- Yuzuru Mori (井上剛?), Presidente de la Asociación de Aikido de Daito-ryu Tamakai.
- Masanobu Seki (關正信?), Maestro de la Escuela de Hojutsu de Seki Ryu.
- Rokutarou Hanawai (花輪六太郎?), Director y Secretario de la Asociación Japonesa de Kobudo.

1994 
- Toshihiro Kubota (久保田敏弘?),  Maestro de la Escuela de Jujutsu de Tenjin Shin'yo Ryu.
- Tatemori Sasamori (笹森建美?),  Maestro de la Escuela de Kenjutsu de Onoha Itto Ryu.
- Hiki Kibishi (小橋日喜?),  Maestro de la Escuela de Iaijutsu de Enshin Ryu.
- Soichiro Saeki (佐伯宗一郎?),  Maestro de la Escuela de Kenjutsu de Shin Muso Kami Ryu.
- Takenin Yamakita (山北竹任?), 13º Líder de la Escuela de Kenjutsu de Tensha Ryu Tai.

1995 
- Yoshiko Koyama (小山宜子?), Maestra de la Escuela de Naginatajutsu de Yo Shin Ryu.
- Takateru Sekiguchi (関口高明?), 21º Líder de la Escuela de Iaijutsu de Muso Shinden Ryu Mugairyu.
- Kaida Iisano (飯篠快貞?), Maestro de la Escuela de Kenjutsu de Tenshin Shoden Katori Shinto Ryu.
- Toichiroh Hisashi Takeuchi (竹内藤一郎久宗?), Fundador de la Escuela de Jujutsu de Takeuchi Ryu Katsute Handachi Kaisan Soke.

1996 
- Katsujiro Kataoka (片岡勝治?), Director Permanente de la Asociación Japonesa de Kobudo.
- Yoshinobu Oguma (小熊義顕?), Maestro de la Escuela de Jujutsu de Ryushin Kai.
- Masuo Mizuta (水田益男?), 11º Instructor de la Escuela de Jujutsu de Shibukawa Ryu.
- Kanji Hoshina (保科侃司?), Representante Principal de la Escuela de Kogusoku de Araki Ryu.
- Hironori Otsuka (大塚博紀?), 2º Líder de la Escuela de Jujutsu y Kenpo de Wado Ryu.

1997 
- Takeuchi Toshirou Kumute (竹内藤十郎久武?), Heredero de la Escuela de Jujutsu de Takeuchi Ryu Koimawashi Kogu Soku Den.
- Osamu Shimamura (島村収?), Maestro de la Escuela de Kusarigamajutsu de Nitou Shin'ei Ryu.
- Kunimitsu Kikuchi (菊池邦光?), Maestro de la Escuela de Kenpo de Araki Ryu.
- Yoshimitsu Katsuse (勝瀬善光?), Maestro de la Escuela de Iaijutsu de Suio Ryu Iai Kenpō y Shōgi Ryu Kusarigamajutsu.
- Katsuyuki Kondo (近藤勝之?), Director General de la Asociación de Aikido de Daito-ryu.

1998 
- Tatsuo Oura (大浦辰男?), Maestro de la Escuela de Kenjutsu de Noda-ha Niten Ichi Ryu.
- Motomu Uetsuki (植月求?), Maestro de la Escuela de Kenjutsu de Hojitsu Kenriho-ichi Ryu.
- Yoshitaka Fukuhara (福原吉隆?), Maestro de la Escuela de Iaijutsu de Kanemaki Ryu.

1999 
- Kenichi Nemoto (根本憲一?), Maestro de la Escuela de Jujutsu de Tameshi Ryu Katsushin Ryu.
- Yasuo Iidatsu (飯蔦文夫?),  Maestro de la Escuela de Jujutsu de Kiraku Ryu.
- Tadae Kageta (鍵田忠兵衛?), Maestro de la Escuela de Yarijutsu de Hojo-in Tako Ryu.
- Morio Higaonna (東恩納盛男?), Representante de las Artes Marciales de Okinawa de Gōjū-ryū Bujutsu.